# Liste der Bodendenkmale in Hergisdorf
In der Liste der Bodendenkmale in Hergisdorf sind alle Bodendenkmale der Gemeinde Hergisdorf und ihrer Ortsteile aufgelistet. Grundlage ist die Veröffentlichung der Landesdenkmalliste mit Stand vom 25. Februar 2016.  Die Baudenkmale sind in der Liste der Kulturdenkmale in Hergisdorf aufgeführt.
| Denkmal-ID | Fundart            | Ortsteil   | Bezeichnung                         | Zeitstellung | Lage                                               | Bemerkungen | Bild |
| ---------- | ------------------ | ---------- | ----------------------------------- | ------------ | -------------------------------------------------- | --- | ---- |
| 428300388  | Befestigung > Burg | Hergisdorf | Spornburg, Herschburg, ‚Hergesburg‘ | Mittelalter  | östlicher Ortsrand nördlich über der Kirche (Lage) | Von der H.-Günther-Str. führt ein schmaler Pfad – markiert mit mehreren alten Wege-/ oder Grenzsteinen hinauf zur Burg. |      |